# Rock guatémaltèque
Le rock guatémaltèque, ou rock chapín, désigne le rock interprété par des groupes et artistes guatémaltèque.

## Histoire

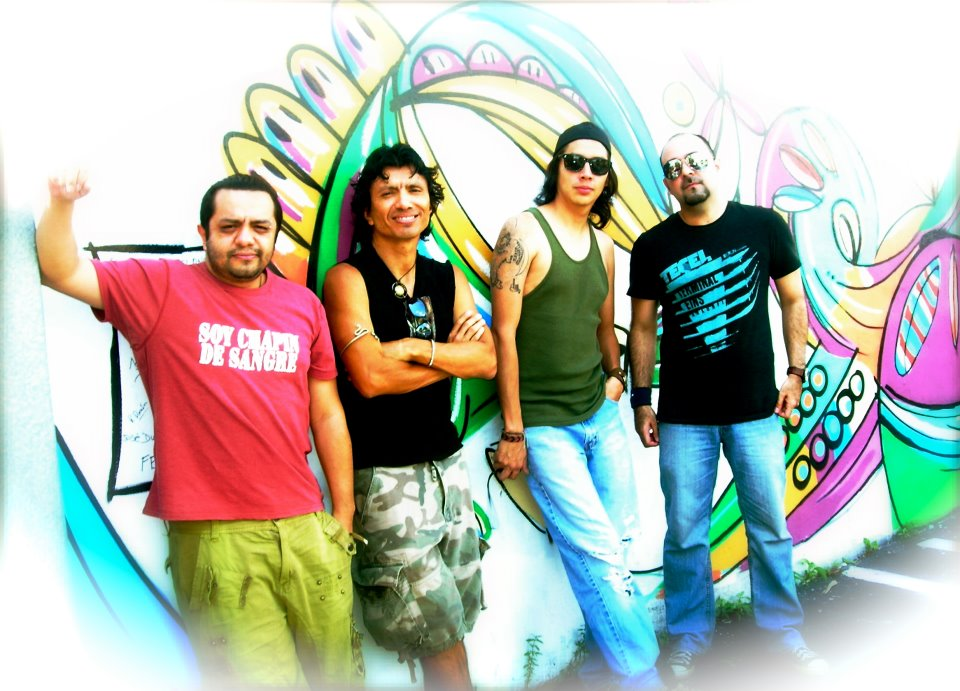
Viernes verde à Miami en avril 2012 durant l'enregistrement de leur 6e album.

Le mouvement rock en espagnol démarre au Guatemala au milieu des années 1960. L'un des premiers représentants de ce mouvement est Luis Galich, et son groupe Santa Fé, qui jouaient des concerts à Guatemala City notamment. Des groupes comme Plástico Pesado (Manu Ramirez, Tacuche, Rollin et Paco Lam) plus tard rebaptisé Quetzalumán, se caractérisent par un style plus expérimental. D'autres groupes de rock psychédélique incluent S.O.S. (Rony de Leon, Chepito Hope, David de Gandarias, Armando Fong), Caballo Loco, Apple Pie (Tito Henkle, Luis Zetina, Rico Molina et Gentry), Cuerpo y Alma, Banda Clásica, Cerebro, La Compañía, Siglo XX, Eclipse, et Pastel de Fresa. L'un des morceaux notables ayant aidé à la création de l'opéra-rock entre 1973 et 1974 est Corazón del sol naciente de Sol Naciente.
Des groupes de rock guatémaltèques comme Radio Viejo, Ricardo Andrade y los Últimos Adictos (qui s'est séparé après le meurtre de son leader, Ricardo Andrade, à Sanarate, El Progreso), Bohemia Suburbana, Viernes verde et Viento en Contra jouissent du succès parmi un jeune public dans les années 1990 et 2000. Bohemia Suburbana s'inspirent notamment des groupes underground américains et européens. Le groupe redevient actif après sa séparation en 2012 et sort un nouvel album intitulé Imaginaria sonora qui l'amène de nouveau sur la scène rock guatémaltèque. Puis ils sortent plus tard le clip Pero Nadie, qui cumule 20 000 vues en un jour.
Également, Viernes verde, qui s'est lancé pratiquement en même temps que Bohemia Suburbana, reste actif malgré les changements de formation depuis 1993. Ils sont aussi les créateurs du festival à succès La Garra Chapina.